# Achnatherum
Achnatherum is een geslacht uit de grassenfamilie (Poaceae).

## Soorten (selectie)
- Achnatherum aridum (M.E.Jones) Barkworth
- Achnatherum bloomeri (Boland.) Barkworth
- Achnatherum brachychaetum (Godr.) Barkworth
- Achnatherum caudatum (Trin.) S.L.W.Jacobs & J.Everett
- Achnatherum clandestinum (Hack.) Barkworth
- Achnatherum contractum (B.L.Johnson) Barkworth
- Achnatherum coronatum (Thurb.) Barkworth
- Achnatherum curvifolium (Swallen) Barkworth
- Achnatherum diegoense (Swallen) Barkworth
- Achnatherum eminens (Cav.) Barkworth
- Achnatherum hendersonii (Vasey) Barkworth
- Achnatherum hymenoides Ricker ex Piper
- Achnatherum latiglume (Swallen) Barkworth
- Achnatherum lemmonii (Vasey) Barkworth
- Achnatherum lettermanii (Vasey) Barkworth
- Achnatherum lobatum (Swallen) Barkworth
- Achnatherum nelsonii (Scribn.) Barkworth
- Achnatherum nevadense (B.L.Johnson) Barkworth
- Achnatherum occidentale (Thurb.) Barkworth
- Achnatherum parishii (Vasey) Barkworth
- Achnatherum perplexum Hoge & Barkworth
- Achnatherum pinetorum (M.E.Jones) Barkworth
- Achnatherum richardsonii (Link) Barkworth
- Achnatherum robustum (Vasey) Barkworth
- Achnatherum scribneri (Vasey) Barkworth
- Achnatherum speciosum Trin. & Rupr.
- Achnatherum splendens (Trin.) Nevski
- Achnatherum stillmanii (Bol.) Barkworth
- Achnatherum thurberianum (Piper) Barkworth
- Achnatherum swallenii (C.L.Hitchc. & Spellenb.) Barkworth
- Achnatherum webberi (Thurb.) Barkworth